# Droga krajowa nr 471 (Węgry)
Droga krajowa nr 471 (węg. 471-es főút) – droga krajowa w komitatach Hajdú-Bihar i Szabolcs-Szatmár-Bereg we wschodnich Węgrzech. Długość trasy wynosi 73 km. Przebieg: 
- Debreczyn – skrzyżowanie z 4
- Hajdúsámson
- Nyíradony
- Nyírbátor
- Mátészalka – skrzyżowanie z drogą 49